# Tristán Guevara
Tristán Enrique Guevara (El Trébol, 17 de julio de 1903 -1978) fue un abogado y político argentino. Se desempeñó como ministro de Trabajo y Previsión de la Nación Argentina entre enero de 1957 y mayo de 1958 durante el gobierno de facto de Pedro Eugenio Aramburu.

## Biografía
Nació en El Trébol (provincia de Santa Fe) en 1903. Estudió derecho en la Universidad Nacional de Córdoba, donde fue secretario del Centro de Estudiantes de Derecho y secretario de redacción de La Gaceta Universitaria. En 1918 fue detenido en el marco del movimiento de Reforma Universitaria.
Integró el Partido Demócrata de Córdoba (PD), siendo candidato a diputado provincial. Integró el Congreso de la Juventud y el Comité Central de dicho partido, apoyando la candidatura a gobernador de Emilio Olmos. Renunció a su afiliación partidaria y su candidatura al oponerse a la adhesión del PD al Partido Demócrata Nacional en 1931. Luego adhirió al Partido Demócrata Progresista.
Fue titular de una cátedra de Economía Política en la Facultad de Ciencias Económicas de la Universidad Nacional de Córdoba.
Fue miembro y titular del Rotary Club de Córdoba, siendo director y candidato a presidente de Rotary International.
En enero de 1957 fue nombrado ministro de Trabajo y Previsión de la Nación Argentina por el presidente de facto Pedro Eugenio Aramburu. Ocupó el cargo hasta el 1 de mayo de 1958. En el cargo, vuelve a publicar la Revista del Ministerio de Trabajo y Previsión que había sido suspendida tras el golpe de Estado de septiembre de 1955. También se suprimió la Dirección Nacional de la Mujer, creada en el ámbito del Ministerio de Trabajo en diciembre de 1955.

## Publicaciones
- Las maestras norteamericanas que trajo Sarmiento (1954), publicado por el Servicio Cultural e Informativo de Estados Unidos.